# Paratilapia
Paratilapia is een geslacht van straalvinnige vissen uit de familie van de cichliden (Cichlidae).

## Soorten
- Paratilapia polleni Bleeker, 1868
- Paratilapia toddi Boulenger, 1905